# Football Manager 2016
Football Manager 2016 (также Football Manager 16, или FM16) — компьютерная игра, симулятор футбольного менеджмента, часть серии Football Manager. Игра разработана компанией Sports Interactive, выпущена Sega 13 ноября 2015 года. Релиз игры состоялся 13 ноября 2015 года на платформы Windows, Mac OS X, и Linux.

## Геймплей
Football Manager 2016 является спортивным симулятором. Игроки могут настроить внешний вид менеджера. Введены новые режимы, например Fantasy Draft, в котором игроки могут играть вместе, а также приглашать игроков с фиксированным бюджетом. Другой режим —
Create-A-Club — для редактирования игры, но добавленный в финальную игру. Также игроки могут создать собственный клуб с наборами, логотипами, стадионами и трансферным бюджетом. Эти параметры настраиваются игроком самостоятельно.
Football Manager 2016 также была добавлена функция ProZone Match Analysis, которая позволит обеспечить анализ матчей. Эта функция была разработана компанией Sports Interactive совместно с ProZone, реальной аналитической компанией. Были внесены улучшения в искусственный интеллект, анимацию и многое другое.

### Клубные и национальные лиги
| Международные турниры — Клубные - World Club Championship - Чемпионат Тихого океана Международные турниры — Национальные сборные - Чемпионат мира по футболу под эгидой FIFA - Отборочный турнир ЧМ - Олимпийские игры - Олимпийский квалификационный турнир по футболу (Азия, Северная Америка, Океания, Южная Америка) - Чемпионат Европы по футболу под эгидой UEFA (также приравнивается к квалификации Олимпийских игр) - Квалификационный турнир Чемпионата Европы по футболу - Кубок африканских наций - Квалификационный турнир Кубка африканских наций - Кубок Азии по футболу под эгидой AFC - Квалификационный турнир Кубка Азии по футболу - Золотой кубок КОНКАКАФ - Карибский кубок (квалификационный турнир Золотого кубка КОНКАКАФ) - Кубок Америки по футболу (под эгидой КОНМЕБОЛ) - Кубок наций ОФК - FIFA U-20 World Cup - Кубок Азии по футболу среди молодёжи под эгидой AFC - Квалификационный турнир Кубка Азии по футболу среди молодёжи - Чемпионат Европы по футболу среди молодёжных команд (до 21 года) под эгидой UEFA - Квалификационный турнир Чемпионата Европы по футболу среди молодёжных команд (до 21 года) - Чемпионат Европы по футболу среди юношей до 19 лет под эгидой UEFA - Квалификационный турнир Чемпионата Европы по футболу среди юношей до 19 лет под эгидой UEFA - Чемпионат Южной Америки по футболу среди молодёжных команд - Кубок наций по футболу под эгидой компании Carling - Кубок вызова АФК - Квалификационный турнир Кубка вызова АФК - Кубок конфедераций FIFA - Кубок КОНКАКАФ по футболу среди молодёжных команд - Кубок африканских наций по футболу среди молодёжных команд - Квалификационный турнир Кубка африканских наций по футболу среди молодёжных команд Африка - Лига чемпионов КАФ - Кубок Конфедерации КАФ - Суперкубок КАФ - ЮАР (Premier Soccer League и National First Division) Азия и Океания - Лига чемпионов АФК - Кубок АФК - Кубок президента АФК - AFF Club Championship - Кубок чемпионов A3 под эгидой ЕАФФ - Лига чемпионов ОФК - (A-League (Австралия и Новая Зеландия)) - Китай (Китайская Суперлига по футболу и Лига Цзя-А (Первый дивизион)) - Гонконг (Первый дивизион Гонконга по футболу) - Индия (I-League) - Индонезия (Indonesian Super League, Первая лига Индонезии по футболу и Первый дивизион первенства Индонезии по футболу) - Малайзия (Super League Malaysia и Malaysian Premier League) - Сингапур (S.League) - Республика Корея (K-League и N-League) | Великобритания и Ирландия - Setanta Sports Cup - Англия (Premier League, Npower Championship, Npower League One, Npower League Two, Blue Square Bet Premier (Conference National), Blue Square Bet Conference North и Blue Square Bet Conference South) - Северная Ирландия (IFA Premiership, IFA Belfast Telegraph Championship 1 и IFA Belfast Telegraph Championship 2) - Ирландия (League of Ireland Premier Division и First Division) - Шотландия (Scottish Premier League, IRN BRU SFL First Division, IRN BRU SFL Second Division и IRN BRU SFL Third Division) - Уэльс (Валлийская премьер-лига) Скандинавия - Дания (Superligaen, Первый дивизион и Второй дивизион) - Норвегия (Tippeligaen (Премьер-лига) и Adeccoligaen) - Швеция (Allsvenskan, Superettan, Первый дивизион и Второй дивизион) - Финляндия (Veikkausliiga и Ykkönen) Прочие страны Европы - UEFA Champions League - UEFA Europa League - Суперкубок УЕФА - Австрия (Австрийская футбольная бундеслига и Первая лига) - Беларусь (Высшая лига (Belarusian Premier League) и Первая лига) - Бельгия (Jupiler Pro League, Belgacom League (Second Division и Third Division) - Болгария (A Professional Football Group и B PFG) - Хорватия (T-Com Prva HNL и Druga HNL) - Чехия (Gambrinus liga и Czech 2. Liga) - Франция (Ligue 1, Ligue 2, Championnat National и CFA) - Германия (Fußball-Bundesliga1,2. Bundesliga и 3. Liga) - Греция (Греческая футбольная суперлига (Альфа Этники) и Бета Этники) - Венгрия (Nemzeti Bajnokság I (OTP Bank Liga) и Nemzeti Bajnokság II) - Исландия (Úrvalsdeild karla и 1. deild karla) - Израиль (Израильская Премьер-лига и Лига Леумит) - Италия (Serie A, Serie B под эгидой bwin, Serie C1 и Serie C2) - Нидерланды (Eredivisie и Eerste Divisie) - Польша (T-Mobile Экстракласса и Первая лига) - Португалия (Liga ZON Sagres (Primeira Liga) и Liga de Honra (Segunda Liga), Segunda Divisão) - Румыния (Liga I Bergenbier и Liga II) - Россия (СОГАЗ чемпионат России по футболу среди команд клубов Премьер-Лиги и Supra Первенство ФНЛ (ранее Первый Дивизион)) - Сербия (Суперлига Сербии и Первая лига) - Словакия (Цо́ргонь-ли́га и Первая лига) - Словения (Первая лига Телеком Словения и Вторая лига) - Испания (La Liga (Primera División), Segunda División и Segunda División B) - Швейцария (Raiffeisen Швейцарская Суперлига и Swiss Challenge League) - Турция (Турецкая футбольная супер-лига, Турецкая Первая Лига Банка Азии под эгидой TFF и Турецкая Вторая Лига под эгидой TFF) - Украина (Эпицентр чемпионат Украины по футболу (Украинская премьер-лига) и Первая лига) Северная Америка - Лига чемпионов КОНКАКАФ - Канада (Первенство Канады по футболу под эгидой компании Amway (в игре называется Canada Champions Cup)) - Североамериканская суперлига (IRL упразднён в 2010 году) - (Major League Soccer (США и Канада)) - Мексика (Liga MX (в игре Mexican Primera División) и Liga de Ascenso) Южная Америка - Copa Libertadores - Copa Sudamericana - Recopa Sudamericana (Суперкубок Южной Америки) - Аргентина (Argentine Primera División и Primera B Nacional) - Бразилия (Серия A, Серия B и Серия C Чемпионата Бразилии по футболу) - Чили (Chilean Primera División A и División B) - Колумбия (Categoría Primera A (Liga Postobón) и Categoría Primera B (Torneo Postobón)) - Перу (Peruvian Primera División (Copa Movistar)) - Уругвай (Uruguayan Primera División и Segunda División Uruguay) |

## Разработка
Анонс игры состоялся 7 сентября 2015 года. Релиз игры состоялся 13 ноября 2015 года на платформы Windows, Mac OS X, и Linux. Также состоялся релиз игры Football Manager Mobile, которая будет выпущена для iOS и Android.

## Критика
| Сводный рейтинг | Сводный рейтинг |
| Агрегатор       | Оценка          |
| --------------- | --------------- |
| GameRankings    | 82,00 %         |

Football Manager 2016 получил положительные отзывы от критиков после выхода и получил оценку 82 из 100 на основе 27 отзывов.
Директор студии Sports Interactive Майлз Джекобсон объявил, что 15 сентября 2016 года было продано 1 миллион копий игры Football Manager 2016.